# 빅토리아 프린시펄
빅토리아 프린시펄(Victoria Principal, 1950년 1월 3일 ~ )은 미국의 배우이다.

## 출연 작품
- 쇼킹 패밀리 (1999)
- 리오 그란데 (1993)
- 뻔한 거짓말 (1989)
- 블라인드 위트니스 (1989)
- 여시장과 FBI (1989)
- 도박 천국의 비밀 (1980)
- 달라스 (1978)
- 불타는 도시 (1976)
- 대지진 (1974)
- 법과 질서 (1972)
- 하와이 5-0수사대 (1968)